# Papagaios Novos
Papagaios Novos é um distrito do município brasileiro de Palmeira, no estado do Paraná. De acordo com o Instituto Brasileiro de Geografia e Estatística (IBGE), sua população no ano de 2010 era de 8 249 habitantes.